# N-330
La carretera de Alicante/Alacant a Francia por Zaragoza (N-330) es el nombre por el que se conoce la carretera nacional española que enlaza la provincia de Alicante con Francia, pasando por Aragón. Se corresponde con la E-7 solo hasta Zaragoza.

## N-330 en la Comunidad Valenciana y Castilla-La Mancha

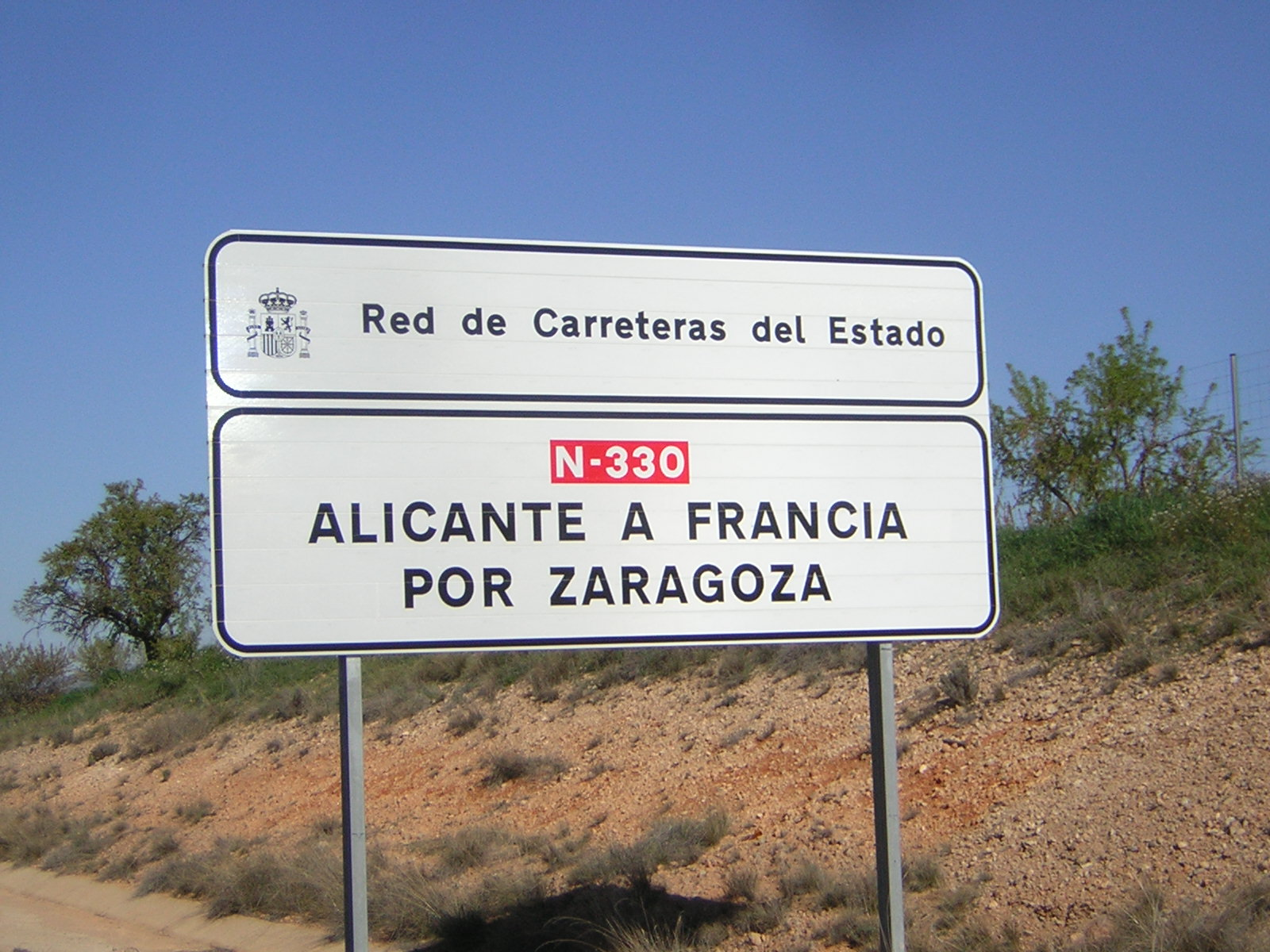
Panel informativo de la N-330 a su paso por Utiel

El kilómetro 0 de esta carretera se sitúa en la Glorieta de la Estrella en Alicante[cita requerida], posteriormente, por las avenidas de Aguilera, Orihuela y camino de Ocaña sale de la ciudad en dirección noroeste transcurriendo por los municipios de Monforte del Cid, Novelda, Elda, Sax y Villena, por la actualmente desdoblada y renombrada como A-31 hasta llegar a Almansa. Posteriormente la N-330 sigue en Almansa y cruza la N-430, y prosiguiendo en dirección norte hasta Requena pasando por Ayora y Cofrentes, posteriormente se une a la N-3, donde también se puede tomar la A-3 hasta la salida 278 Utiel-Teruel y tomar la variante que rodea a Utiel por el norte. Entonces la carretera marcha en dirección a Ademuz pasando por Sinarcas, Talayuelas, Landete y Santa Cruz de Moya. Atraviesa el Rincón de Ademuz y a continuación se adentra en Aragón.

## N-330 en Aragón
Siguiendo la ribera del Turia, entre hermosas formaciones rocosas y bellos parajes, el trazado más antiguo de la N-330 llega a Teruel. Cabe destacar que aún tratándose de una carretera nacional el trazado de esta vía entre las poblaciones de Ademuz y Teruel es extremadamente sinuoso y prácticamente carece de arcenes, por lo que es una vía poco recomendable para ser transitada por vehículos de gran tonelaje. Aun así, esta vía soporta en este tramo un tráfico pesado importante, principalmente de los vehículos que realizan la ruta Cuenca-Teruel. Se ha llegado a considerar este tramo el "más olvidado" de la red estatal de carreteras. En Teruel se une con la N-234 (Sagunto-Burgos) adquiriendo la denominación de esta hasta la primera rampa del puerto de Retascón, junto a Daroca, en donde se separan. Tras pasar el puerto de Retascón, el de Huerva y el de Paniza, se llega a la comarca del campo de Cariñena, y ya siguiendo el curso del río Huerva llega hasta Zaragoza. El tramo entre Cadrete y Zaragoza está desdoblado así como la salida de Zaragoza en dirección norte.
Poco antes de llegar a Villanueva de Gállego, la N-330 desdoblada se une con la A-23; y es en Villanueva de Gállego donde la N-330 se separa de la A-23 como carretera de calzada única. La N-330 atraviesa, además de Villanueva, los municipios de Zuera y Almudévar y el Alto de las Canteras, para llegar a Huesca. Tras atravesar la capital altoaragonesa, la N-330 originariamente marchaba junto a la N-240 en dirección Ayerbe-Pamplona, para llegar a Jaca atravesando el puerto de Oroel en la actual carretera A-1205. Posteriormente, debido al retrazado de la carretera en los años 1980, la N-330 junto con la N-240 atravesaba la barrera prepirenaica a través del puerto de Monrepós. Durante años era posible atravesar el puerto de Monrepós por el antiguo trazado en su vertiente norte. Otra alternativa sería tanto el puerto de Oroel como la A-132 y el puerto de Santa Bárbara. Actualmente con la reconversión del Monrepós en autovía, la N-330 finaliza su trazado en Nueno. El tramo Nueno-Lanave solo puede hacerse a través de la nueva A-23, ya que en el trazado viejo hay un tramo de unos 800 metros, correspondiente al túnel de la Manzanera, que se encuentra clausurado al tráfico por motivos de seguridad. No obstante, existe un proyecto del Ministerio de Fomento, sin fecha de ejecución, para la reapertura del antiguo puerto, aunque mediante el asfaltado de la C-136a, que nunca llegó a ser asfaltada y que lleva en desuso desde 1946. Así, de ejecutarse dicho proyecto, volverían a comunicarse ambas vertientes por el Monrepós coronando el puerto de montaña y para circulación local sin necesidad de utilizar la A-23, ya que el túnel de la Manzanera requeriría cuantiosas inversiones para ser reabierto cumpliendo las medidas de seguridad actuales y es totalmente inviable su reapertura. A partir de Lanave se puede continuar viaje por la N-330 tradicional.
Tras el Monrepós, la carretera llegaba a Sabiñánigo, localidad industrial del Pirineo oscense, y de ahí a Jaca donde se separa de la N-240. A través de la Avda. de Francia o de la Variante se introduce en el Valle del Aragón para, tras atravesar Castiello de Jaca, Villanúa y Canfranc tomar las primeras rampas del puerto de Somport, para terminar en la frontera francesa a 1640 metros de altitud.

## Actuaciones de mejora

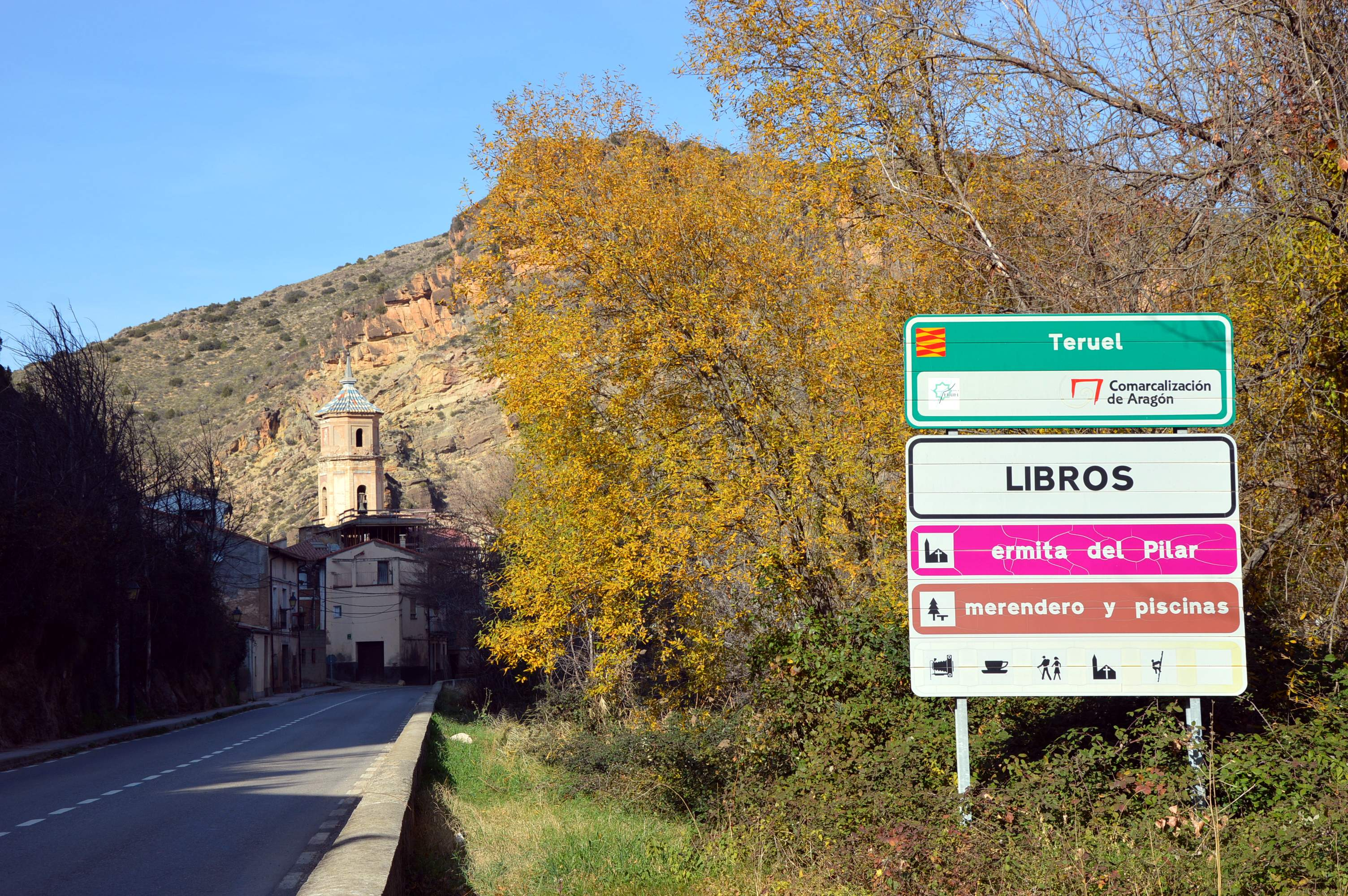
Vista de la carretera en Libros

Debido al mal estado y sinuosidad del tramo Mas de los Mudos-Teruel, se ha proyectado realizar obras de mejora en dicho trazado. Dicha actuación se realizará en dos partes. En primer lugar se ampliará y mejorará la calzada entre las poblaciones de Teruel y Villastar. Dicho tramo, correspondiente a 6 kilómetros entre la segunda población y la conexión con la N-234, tiene prevista una inversión de 13 millones de euros. Las obras, que debían comenzar hacia el primer trimestre de 2019, no comenzarán previsiblemente hasta el año 2021, pues en junio de 2020 fue publicado en el BOE la aprobación del proyecto que aún requiere su licitación. El otro tramo de 27 kilómetros, correspondiente al trazado entre Villastar y Mas de los Mudos, es mucho más sinuoso y complejo, por lo que deberá ser objeto de un Estudio Medioambiental ya que no habrá otra opción que utilizar un nuevo trazado. La inversión prevista para esta otra obra se calcula entre 90 y 150 millores de euros; y se comenzaría por realizar el estudio necesario en 2019. Las obras podrían entonces licitarse en 2020 y realizarse entre 2021 y 2024.

## Poblaciones y enlaces importantes
- Alicante A-31.
- A-7
- Monforte del Cid
- Novelda.
- Elda-Petrel.
- Sax-Alcoy CV-80.
- Villena-Yecla-Onteniente CV-81.
- Almansa N-430 A-31 A-35.
- Ayora.
- Jarafuel.
- Cofrentes.
- Requena N-3 A-3.
- Utiel N-3 A-3.
- Sinarcas.
- Talayuelas.
- Landete.
- Santa Cruz de Moya.
- Ademuz.

Hito miriamétrico de la N-330.

- Mas de los Mudos (Castielfabib) N-420.
- Mas de Jacinto (Castielfabib).
- Libros.
- Villel.
- Villastar.
- Teruel N-234 N-420 A-23.
- Daroca N-234.
- Cariñena.
- Longares.
- Muel.
- Zaragoza N-2 N-232 A-2 A-23 A-68 AP-68.
- Villanueva de Gállego.
- Zuera.
- Almudévar.
- Huesca A-132 N-240.
- Arguis.
- Sabiñánigo N-260.
- Jaca N-240.
- Canfranc.